# Market Harborough
Market Harborough is een plaats in het bestuurlijke gebied Harborough, in het Engelse graafschap Leicestershire. De plaats telt 20.785 inwoners.